# Mighty Ducks de Cincinnati
Les Mighty Ducks de Cincinnati sont une franchise professionnelle de hockey sur glace de la Ligue américaine de hockey qui a existé de 1997 à 2005.

## Histoire
La franchise a été créée en 1995 à Baltimore sous le nom de Bandits de Baltimore. Affiliés aux Mighty Ducks d'Anaheim, les Bandits ont connu un succès mitigé durant leurs deux années d'existence avant d'être déménagés à Cincinnati où ils prirent le nom de Mighty Ducks de Cincinnati.
Avant la saison 2005-2006, en raison d'une absence d'affiliation avec une équipe de Ligue nationale de hockey, la franchise suspend ses activités. En effets, ses deux équipes précédemment affiliées, les Red Wings de Détroit et les Mighty Ducks d'Anaheim ont signé de nouveaux accords respectivement avec les Griffins de Grand Rapids et les Pirates de Portland. En octobre 2005, l'équipe est renommée RailRaiders de Cincinnati. Toujours à la recherche d'une nouvelle affiliation pour la saison suivante, ils échouent et la franchise ne voit jamais le jour sous cette appellation.
En octobre 2006, la LAH annonce qu'elle a accordé une option à un groupe proposant de construire une patinoire pour déménager la franchise à Windsor en Ontario mais n'ayant pas fixé un échéancier ferme pour cette construction avant la date limite de levée de l'option en décembre, il est annoncé en janvier que le projet est abandonné. La LAH annonce cependant en mars que la franchise a été achetée et sera relocalisée à Rockford pour devenir les IceHogs de Rockford, équipe affiliée aux Blackhawks de Chicago pour commencer la saison 2007-2008.

## Statistiques
| Saison    | PJ | V  | D  | N  | DP | DTB | BP  | BC  | Pts | Classement                      | Séries éliminatoires                            |
| --------- | -- | -- | -- | -- | -- | --- | --- | --- | --- | ------------------------------- | ----------------------------------------------- |
| 1997-1998 | 80 | 23 | 37 | 13 | 7  | -   | 243 | 303 | 66  | 4e place, division Mid-Atlantic | Non qualifiés                                   |
| 1998-1999 | 80 | 35 | 39 | 4  | 2  | -   | 227 | 249 | 76  | 4e place, division Mid-Atlantic | 0-3 Phantoms de Philadelphie                    |
| 1999-2000 | 80 | 30 | 37 | 9  | 4  | -   | 227 | 244 | 73  | 5e place, division Mid-Atlantic | Non qualifiés                                   |
| 2000-2001 | 80 | 41 | 26 | 9  | 4  | -   | 254 | 240 | 95  | 2e place, division Sud          | 1-3 Admirals de Norfolk                         |
| 2001-2002 | 80 | 33 | 33 | 11 | 3  | -   | 216 | 211 | 80  | 3e place, division Centrale     | 1-2 Wolves de Chicago                           |
| 2002-2003 | 80 | 26 | 35 | 13 | 6  | -   | 202 | 242 | 71  | 3e place, division Centrale     | Non qualifiés                                   |
| 2003-2004 | 80 | 29 | 37 | 13 | 1  | -   | 188 | 211 | 72  | 5e place, division Ouest        | 2-0 Aeros de Houston 3-4 Admirals de Milwaukee  |
| 2004-2005 | 80 | 44 | 31 | -  | 4  | 1   | 206 | 191 | 93  | 3e place, division Ouest        | 4-3 Admirals de Milwaukee 1-4 Wolves de Chicago |

## Personnalités

### Entraîneurs
- Moe Mantha Jr. (1997-2000)
- Mike Babcock (2000-2002)
- Brad Shaw (2002-2005)

## Records d'équipe

### En une saison
- Buts: 42 - Bob Wren (1997-1998)
- Buts: 59 - Craig Reichert (1997-1998)
- Points: 100 - Bob Wren (1997-1998)
- Minutes de pénalité: 319 - Shane O'Brien (2004-2005)
- Buts encaissés par partie: 2,07 - Frédéric Cassivi (2004-2005)
- % Arrêt : 92,4 % - Frédéric Cassivi (2004-2005)

### En carrière
- Buts : 113 - Bob Wren
- Aides : 186 - Bob Wren
- Points : 299 - Bob Wren
- Minutes de pénalité : 482 - Shane O'Brien
- Victoires de gardien : 76 - Ilia Bryzgalov
- Blanchissages : 19 - Ilia Bryzgalov
- Nombre de parties : 277 - Bob Wren